# Mellanrumsborste

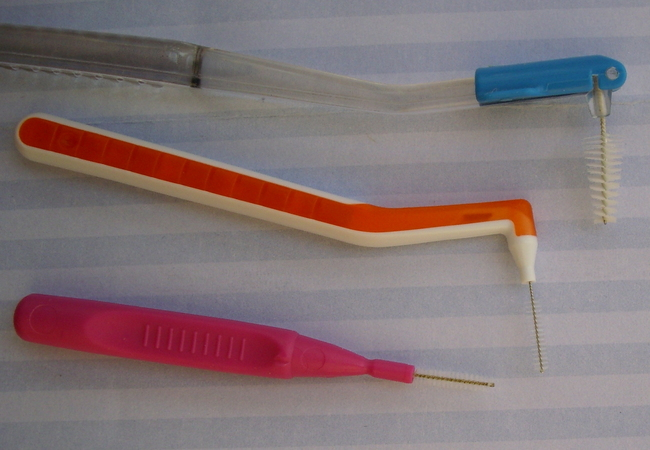
Exempel på mellanrumsborstar.

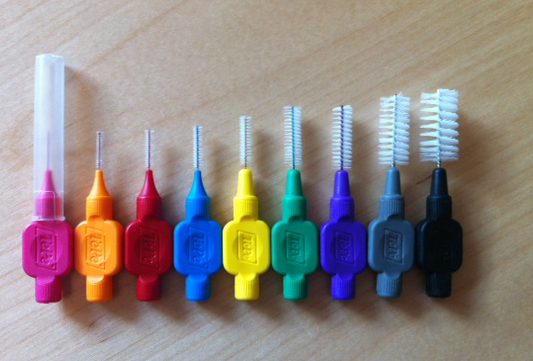
Mellanrumsborstar i olika storlekar.

Mellanrumsborste är en borste som används för att rengöra mellan tänderna. Rengöring mellan tänderna motverkar uppkomsten av parodontit (tandlossning) och gingivit. Mellanrumsborstar finns i olika storlekar för att passa i olika stora tandmellanrum. För bästa effekt och rengöring bör man välja rätt storlekar i samråd med en tandläkare eller tandhygienist. Mellanrumsborste kallas även interdentalborste.
Mellanrumsborsten lämpar sig särskilt för personer med gluggar mellan tänderna och är ett alternativ till tandstickan. Man kan även använda sig av tandtråd.